# デイヴ・ウィテンバーグ
デイヴ・ウィテンバーグ (Dave Wittenberg , 1971年9月1日 - )は、アメリカ合衆国の男性声優、脚本家。

## 別名
- デイブ・リリーベルド （Dave Lelyveld）
- デイブ・ウィッテンバーグ （Dave Whittenburg）

## 人物
南アフリカのヨハネスブルグでの病院で生まれ、ボストンで育つ。ボストンで俳優としてのキャリアをスタートさせ、現在はロサンゼルスに住んでいる。Travel Channelやフード・ネットワークにおけるスペシャル番組やドキュメンタリーのナレーションも行っている。

## 受賞
- アメリカン・アニメ・アワード：男優賞コメディ部門『金色ガッシュベル!!』[3]

## 出演作品

### テレビアニメ
2001年
- ゲートキーパーズ（影山零士）
- デジモンテイマーズ（李健良、セントガルゴモン、シェンウーモン）
- 吸血姫美夕（アナウンサー、井上時哉）

2002年
- ああっ女神さまっ 小っちゃいって事は便利だねっ（テロリストネズミ・リーダー）
- X（皇昴流）
- 鉄コミュニケイション（カナト）
- コスモウォーリアー零（エンジニア）
- GTO（菊地善人、桜田ただし、医者、他）
- デジモンフロンティア（トレイルモン一家、アイスデビモン、カイゼルグレイモン、スサノオモン）
- BURN-UP EXCESS（細野、ボブ）
- バビル2世（2001年版）（バビル2世）
- マッハGoGoGo（1997年版）（響剛）
- るろうに剣心 -明治剣客浪漫譚-（大久保鉄馬、塚山由太郎）

2003年
- 藍より青し（花菱薫）
- 頭文字D（藤原拓海）※TOKYOPOP版
- Witch Hunter ROBIN（マイケル・リー）
- おねがい☆ティーチャー（草薙桂）
- 臣士魔法劇場 リスキー☆セフティ（死神）
- サイボーグ009 THE CYBORG SOLDIER（ベルク）
- ジーンシャフト（ジャン・ゲドゥ）
- 十二国記（六太）
- 人造人間キカイダー THE ANIMATION（ジロー/キカイダー）
- スクライド（橘あすか）
- ちょびっツ（メガネの男）
- .hack//SIGN（楚良、プレイヤーキラー）
- ヒートガイジェイ（イアン・ナルセ、レイ・デュリア、他）
- フィギュア17 つばさ&ヒカル（小川真二）
- まほろまてぃっく（浜口俊也）
- まほろまてぃっく〜もっと美しいもの〜（浜口俊也）
- LAST EXILE（モラン・シェトランド）
- ルパン三世 (TV第2シリーズ)（4代目ねずみ小僧次郎吉）※パイオニア版
- ワイルドアームズ トワイライトヴェノム（アーヴィング・フォルド・ヴァレリア）

2004年
- 藍より青し〜縁〜（花菱薫）
- 宇宙のステルヴィア（小田原大）
- WOLF'S RAIN（セド）
- おねがい☆ツインズ（草薙桂）
- 旋風の用心棒（アライグマ、田野倉運転手）
- GAD GUARD （カタナ ）
- 攻殻機動隊 STAND ALONE COMPLEX（サイトー）
- 真月譚 月姫（乾有彦）
- SPACE PIRATE CAPTAIN HERLOCK
- .hack//黄昏の腕輪伝説（隼人）
- BURN-UP SCRAMBLE（鳴尾祐司）
- はじめの一歩（アレクサンドル・ヴォルグ・ザンギエフ）
- まほろまてぃっく TVスペシャル えっちなのはいけないと思います!（浜口俊也）
- RAVE （パシャ）

2005年
- IGPX（チマー、フランク・ブレット、ジャン・マイケル、他）
- 頭文字D Second Stage（藤原拓海）※TOKYOPOP版
- OVERMANキングゲイナー（ケジナン・ダッド）
- KND ハチャメチャ大作戦（ドッジボールウィザード、アーネスト、ナンバー74.239、他）
- 攻殻機動隊 S.A.C. 2nd GIG（サイトー）
- 金色のガッシュベル（ パルコ・フォルゴレ、ウマゴン、デュフォー、他）
- サムライチャンプルー（佐々木竜二郎、影丸、達之進、半吉）
- スクラップド・プリンセス(フォルシス)
- Stroker & Hoop（クマのマスコット）
- NARUTO -ナルト-（はたけカカシ、ガマ吉、ガマ竜）
- B-伝説! バトルビーダマン（グレイ・マイケル・ヴィンセント）
- ビリー&マンディ（TVレポーター）
- プラネテス
- リージョン・オブ・スーパーヒーローズ（フェロ・ラッド）

2006年
- 韋駄天翔（獅堂京一）
- KND ハチャメチャ大作戦 オペレーション・ゼロ（子供の頃のナンバーゼロ/モンティ・ウノ、セクターZのオペレーティブ）
- 交響詩篇エウレカセブン（ウォズ）
- ジャングルはいつもハレのちグゥ（ウイグル）
- ビリー&マンディ（声1）
- ベン10（ハロルド、Escape Artist、司会者）※第22話
- MÄR -メルヘヴン-（カノッチ）

2007年
- アフロサムライ（Matasaburo）
- 攻殻機動隊 STAND ALONE COMPLEX Solid State Society（サイトー）
- 涼宮ハルヒの憂鬱（コンピ研部長、鈴木雄輔）
- チャウダー（ネズミ）
- デジモンセイバーズ（聖 / バイオサンダーバーモン、バイオダークドラモン）
- ビリー&マンディ（ヴェルマの父）
- ファミリー・ガイ
- ベン10（アップチャック）
- ベン10 オムニトリックスの秘密（アップチャック）
- BLOOD+（ソロモン・ゴールドスミス、カルマン、グレイ、他）

2008年
- Underfist: Halloween Bash（Bun-Bun）
- チャウダー（男）
- コードギアス 反逆のルルーシュR2（ジノ・ヴァインベルグ、高亥、アナウンス）

2009年
- スティッチ!（ルーベン）
- NARUTO -ナルト- 疾風伝（はたけカカシ、ガマ吉、ガマ竜）

2011年
- ウルヴァリン（黒萩の部下）
- エックスメン（ニューロン）

2012年
- NARUTO -ナルト- 疾風伝（ペイン）

2013年
- TIGER & BUNNY（斎藤さん）

### 劇場アニメ
2002年
- アミテージ・ザ・サード
- カウボーイビバップ 天国の扉（リー・サムソン）
- 新世紀エヴァンゲリオン劇場版 シト新生
  - 新世紀エヴァンゲリオン劇場版 Air/まごころを、君に（ゼーレ幹部）

2003年
- カードキャプターさくら 封印されたカード（ケルベロス）
  - ケロちゃんにおまかせ
- サクラ大戦 活動写真（大神一郎）
- WXIII 機動警察パトレイバー（泰真一郎）

2004年
- 機動戦士ガンダムF91（ドレル・ロナ）

2005年
- アップルシード（宮本義経）
- デジモンテイマーズ 冒険者たちの戦い（李健良）
- デジモンフロンティア 古代デジモン復活!!（神原拓也、アグニモン/ヴリトラモン）
- デジモンテイマーズ 暴走デジモン特急（李健良、セントガルゴモン）

2007年
- 劇場版 NARUTO -ナルト- 大活劇!雪姫忍法帖だってばよ!!（はたけカカシ）

2008年
- 劇場版 NARUTO -ナルト- 大興奮!みかづき島のアニマル騒動だってばよ（はたけカカシ）
- バイオハザード:ディジェネレーション（ロン・デイビスの秘書）

2012年
- 劇場版 NARUTO -ナルト- 疾風伝 火の意志を継ぐ者（はたけカカシ）

2013年
- 劇場版 TIGER & BUNNY -The Beginning-（斎藤さん）

### OVA
2002年
- ふしぎ遊戯 永光伝（鬼宿）

2004年
- ガレリアンズ:アッシュ（リオン/カイン）
- キカイダー01 THE ANIMATION（ジロー/キカイダー）
- ここはグリーン・ウッド（手塚忍）※メディアブラスター版
- サクラ大戦 神崎すみれ 引退記念 す・み・れ（大神一郎）
- サブマリン707（ギルフォード）

2005年
- 戦闘妖精雪風

2006年
- 鴉 -KARAS-（呉鳴海）
- ファイナルファンタジーVII アドベントチルドレン（ヤズー）

2007年
- 戦闘妖精少女 たすけて! メイヴちゃん

### Webアニメ
2011年
- 涼宮ハルヒちゃんの憂鬱（コンピ研部長）

### ゲーム
- .hack//G.U. vol.1//Rebirth(ガスパー,松 )
- .hack//G.U. vol.2//Reminisce(ガスパー,松 )
- .hack//G.U. vol.3//Redemption(ガスパー,松 )
- .hack（楚良）
- エースコンバット5 ジ・アンサング・ウォー（アリョーシャ他）(クレジットなし)
- アーマード・コア4- ザンニ/ラフカット, Launch Site Staff Member
- w:Aliens versus Predator - ナレーターすべて
- バロック（カンオケ男 (クレジットなし),コリエル構成員 3）
- キャッスルヴァニア - レオン・ベルモンド (クレジットなし)
- カンパニー・オブ・ヒーローズ- Airborne (night)他
- Command & Conquer 3: Tiberium Wars - Nod Shadow Team, Nod Raider Buggy他
- Command & Conquer 3: Kane's Wrath - ケインの助手(ライブ・アクション・パフォーマンス)他
- w:Crimson Gem Saga - Henson (クレジットなし)
- デッドライジング(エド・デルーカ, James Ramsey, Sam Franklin他)(デイヴ・ウィテンベルク名義)
- w:Destroy All Humans! Big Willy Unleashed
- w:Destroy All Humans! Path of the Furon - Deep Naval, Murray
- w:Die Hard: Nakatomi Plaza - John McClane, テロリスト
- w:Die Hard: Vendetta - John McClane
- ディシディア ファイナルファンタジー(ケフカ・パラッツォ)
- ディシディア デュオデシム ファイナルファンタジー(ケフカ・パラッツォ)
- 魔界戦記ディスガイア3- ジェフリー, Super Hero Auram(クレジットなし)
- Fight Club
- ガレリアンズ:アッシュ(アッシュ)(デイヴ・リリーベルト名義)
- ジェネレーションオブカオス- Orochimaru(クレジットなし)
- 攻殻機動隊 STAND ALONE COMPLEX（サイトー）
- GUN - Soapy Jennings
- ルミナスアーク(ニコラ,キングストン)(クレジットなし)
- Marvel: Ultimate Alliance（グラディエイター）
- Mass Effect
- メダル・オブ・オナー パシフィックアサルト(トーマス・コンリン)
- メダル・オブ・オナー ライジングサン
- Metal Arms: Glitch in the System(Glitch)
- NARUTO -ナルト-シリーズ(はたけカカシ)
  - NARUTO -ナルト- 疾風伝 激闘忍者大戦!EX
  - NARUTO -ナルト- 疾風伝 激闘忍者大戦!EX2
  - NARUTO -ナルト- 疾風伝 激闘忍者大戦!EX3
  - Naruto: Clash of Ninja Revolution
  - Naruto: Clash of Ninja Revolution 2
  - Naruto Shippūden: Clash of Ninja Revolution 3
  - Naruto: Ultimate Ninja
  - Naruto: Ultimate Ninja 2
  - Naruto: Ultimate Ninja 3
  - Naruto Shippuden: Ultimate Ninja 4
  - Naruto Shippuden: Ultimate Ninja 5
  - Naruto: Ultimate Ninja Storm
  - Naruto: Rise of a Ninja
  - Naruto: The Broken Bond
  - Naruto: Ninja Council
  - Naruto: Ninja Council 2
  - Naruto: Ninja Council 3
  - Naruto Shippūden: Ninja Council 4
    - Naruto: Ninja Destiny

  - Naruto Shippuden: Ninja Destiny 2
- Operation Darkness（ハインリヒ・ヒムラーほか）(クレジットなし))
- ラジアータ ストーリーズ（ノクターンほか）(クレジットなし)
- Rave Master - Pasha
- SDガンダムフォース 大決戦!次元海賊デ・スカール!!- Gundiver 02, Guneagle (デイヴ・リリーベルト名義)
- アトラス関連
  - DIGITAL DEVIL SAGA アバタール・チューナー(シエロ)(クレジットなし)
  - DIGITAL DEVIL SAGA アバタール・チューナー2(シエロ)(クレジットなし)
  - ペルソナ2(周防克哉)(クレジットなし)
  - ペルソナ4(テディ)(クレジットなし)
- スカイガンナー（コパン）(クレジットなし))
- ソウルクレイドル 世界を喰らう者（ソーンダイク）(クレジットなし)
- ポンコツ浪漫大活劇バンピートロット- Belmundo, ベルガモット, Mallow  (クレジットなし)
- スターオーシャン Till the End of Time(クリフ・フィッター)(クレジットなし)
- 幻想水滸伝IV（トロイ）(クレジットなし)
- w:The Incredible Hulk (2008 video game)
- w:Tomb Raider: Anniversary - Larson Conway
- 戦場のヴァルキュリア（Welkin Gunther）
- ビューティフル ジョー2 ブラックフィルムの謎(Cameo Leon)(デイヴ・ウィテンベルク名義)
- ワイルドアームズ ザ フィフスヴァンガード - Kartikeya (クレジットなし)
- w:X-Men Legends II: Rise of Apocalypse（エンジェル）
- ゼノサーガ エピソードI［力への意志］（アレン・リッジリー）(クレジットなし)
- ゼノサーガ エピソードII［善悪の彼岸］（ アレン・リッジリー、バージル、U-TIC兵） (クレジットなし)
- ゼノサーガ エピソードIII［ツァラトゥストラはかく語りき］ - アレン・リッジリー (クレジットなし)
- Zatch Bell! Mamodo Battles（デュフォー, パルコ・フォルゴレ, ウマゴン ）(デイヴ・ウィテンベルク名義)
- Zatch Bell! Mamodo Fury（デュフォー, Sebe, パルコ・フォルゴレ, ウマゴン）
- スカイランダース スパイロズ・アドベンチャー - ヘックトーレ /

### 吹き替え
2003年
- VERSUS - Suit (Dave Levyland名義)

2004年
- ALIVE（権藤〈杉本哲太〉）

2005年
- スカイハイ 劇場版（工藤達也〈大沢たかお〉）

2006年
- デス・トランス

### ナレーション
- Crusing Do's and Don'ts
- 筋肉番付
- SASUKE
- Mystery ER
- I Didn't Know I Was Pregnant

## 参加作品

### テレビアニメ（スタッフ）
2001年
- デジモンテイマーズ（台本）

2002年
- デジモンフロンティア（台本）

2003年
- 人造人間キカイダー THE ANIMATION（ADR台本）
- フィギュア17 つばさ&ヒカル（ADRディレクター、ADR台本）

2005年
- IGPX（ADR台本）

### OVA（スタッフ）
2004年
- キカイダー01 THE ANIMATION（ADR台本）
- サブマリン707（ADRディレクター、ADR台本）